# ベライゾン・テニスチャレンジ
ベライゾン・テニスチャレンジ (Verizon Tennis Challenge) は、1987年から1991年までアメリカ・フロリダ州オーランドで、1992年から2001年まで同国ジョージア州アトランタのアトランタ・アスレティッククラブにて開催されたATPツアートーナメント大会である。サーフェスはオーランド開催時代が屋外ハードコート、アトランタ開催時代が屋外クレーコート。

## 大会歴代優勝者

### シングルス
| 年   | 優勝                           | 準優勝                         | 試合結果      |
| ---- | ------------------------------ | ------------------------------ | ------------- |
| 1987 | クリスト・ヴァン・レンズバーグ | ジミー・コナーズ               | 6-3, 3-6, 6-1 |
| 1988 | アンドレイ・チェスノコフ       | ミロスラフ・メチージュ         | 7-6, 6-1      |
| 1989 | アンドレ・アガシ               | ブラッド・ギルバード           | 6-2, 6-1      |
| 1990 | ブラッド・ギルバード           | クリスト・ヴァン・レンズバーグ | 6-2, 6-1      |
| 1991 | アンドレ・アガシ               | デリック・ロスターニョ         | 6-2, 1-6, 6-3 |
| 1992 | アンドレ・アガシ               | ピート・サンプラス             | 7-5, 6-4      |
| 1993 | ヤッコ・エルティン             | ブライアン・シェルトン         | 7-6, 6-2      |
| 1994 | マイケル・チャン               | トッド・マーティン             | 6-7, 7-6, 6-0 |
| 1995 | マイケル・チャン               | アンドレ・アガシ               | 6-2, 6-7, 6-4 |
| 1996 | カリム・アラミ                 | ニクラス・クルティ             | 6-3, 6-4      |
| 1997 | マルセロ・フィリッピーニ       | ジェイソン・ストルテンバーグ   | 7-6, 6-4      |
| 1998 | ピート・サンプラス             | ジェイソン・ストルテンバーグ   | 6-7, 6-3, 7-6 |
| 1999 | ステファン・クーベック         | セバスチャン・グロジャン       | 6-1, 6-2      |
| 2000 | アンドリュー・イリー           | ジェイソン・ストルテンバーグ   | 6-3, 7-5      |
| 2001 | アンディ・ロディック           | グザビエ・マリス               | 6-2, 6-4      |

### ダブルス
| 年   | 優勝                                                | 準優勝                                            | 試合結果      |
| ---- | --------------------------------------------------- | ------------------------------------------------- | ------------- |
| 1987 | シャーウッド・スチュワート キム・ワーウィック       | ポール・アナコーン クリスト・ヴァン・レンズバーグ | 2-6, 7-6, 6-4 |
| 1988 | ギー・フォルジェ ヤニック・ノア                     | シャーウッド・スチュワート キム・ワーウィック     | 6-4, 6-4      |
| 1989 | スコット・デービス ティム・ポーサット               | ケン・フラック ロバート・セグソ                   | 7-5, 5-7, 6-4 |
| 1990 | スコット・デービス デビッド・ペイト                 | アルフォンソ・モラ ブライアン・ペイジ             | 6-3, 7-5      |
| 1991 | ルーク・ジェンセン スコット・メルヴィル             | ニコラス・ペレイラ ピート・サンプラス             | 6-7, 7-6, 6-3 |
| 1992 | スティーブ・デブリーズ デビッド・マクファーソン     | マーク・ケイル デイブ・ランドール                 | 6-3, 6-3      |
| 1993 | ポール・アナコーン リッチー・レネバーグ             | トッド・マーティン ジャレッド・パーマー           | 6-4, 7-6      |
| 1994 | ジャレッド・パーマー フランシスコ・モンタナ         | ジム・ピュー リッチー・レネバーグ                 | 4-6, 7-6, 6-4 |
| 1995 | セルヒオ・カサル エミリオ・サンチェス               | ジャレッド・パーマー リッチー・レネバーグ         | 6-7, 6-3, 7-6 |
| 1996 | クリスト・ヴァン・レンズバーグ デビッド・ウィートン | ビル・ベレンス マット・ルセーナ                   | 7-6, 6-2      |
| 1997 | ヨナス・ビョルクマン ニクラス・クルティ             | スコット・デービス ケリー・ジョーンズ             | 6-2, 7-6      |
| 1998 | エリス・フェレイラ ブレント・ヘイガース             | アレックス・オブライエン リッチー・レネバーグ     | 6-3, 0-6, 6-2 |
| 1999 | パトリック・ガルブレイス ジャスティン・ギメルストブ | マーク・ウッドフォード トッド・ウッドブリッジ     | 5-7, 7-6, 6-3 |
| 2000 | エリス・フェレイラ リック・リーチ                   | ジャスティン・ギメルストブ マーク・ノウルズ       | 6-3, 6-4      |
| 2001 | マヘシュ・ブパシ リーンダー・パエス                 | リック・リーチ デビッド・マクファーソン           | 6-3, 7–6(7)   |